# Västra Rönnskär, Helsingfors
Västra Rönnskär, finska: Läntinen Pihlajasaari, är en ö i Finland. Den ligger i Finska viken och i kommunen Helsingfors i landskapet Nyland, i den södra delen av landet. Ön ligger nära Helsingfors.
Öns area är 18,3 hektar och dess största längd är 0,6 kilometer i öst-västlig riktning. Ön höjer sig omkring 20 meter över havsytan.
Ön är förbunden med Östra Rönnskär via  en gångbro.